# Тит Лабијен
Тит Лабијен (лат. Titus Labienus, око 100. п. н. е.—17. марта 45. п. н. е.) је био римски војсковођа и политичар, познат као Цезаров главни војсковођа током Галских ратова и један од најбриљантнијих генерала свога времена. За време Цезаровога грађанскога рата постао је један од главних Цезарових противника. Отац је Квинта Лабијена.

## Детињство и младост
Тит Лабијен је рођен највероватније 99. или 98. п. н. е.. Према многим изворима изгледа да је био из Кингула у Пиценуму из породице витешкога ранга. Вероватно је био веома рано повезан са Помпејем, који је био покровитељ многих у Пиценуму. Учествовао је под командом Публија Сервилија Ватије Исаурика у војном походу у Киликији 78-75. п. н. е.. Током 74/73. п. н. е. био је примљен у колегиј понтифика.

## Народни трибун
Изабран је за народнога трибуна 63. п. н. е. захваљујући блиским везама са Помпејем. Цезар је у то време био близак са Помпејем, па је због тога повремено сарађивао и са Лабијеном. Касније се то развило у пријатељство Цезара и Тита Лабијена. Тит Лабијен је спровео плебисцит и успео је да измени Сулине законе о томе ко именује понтифике. Сула је Сенату дао право да именује понтифике, а Тит Лабијен је изменио закон, па је понтифекса максимуса поново именовала трибутска скупштина. Тај закон омогућио је Цезару да буде изабран за понтифекса максимуса. Тит Лабијен је био талентовани војсковођа, а политичку позицију је користио само да би себи осигурао виши положај у војсци. По окончању мандата као народнога трибуна био је Цезаров легат у Галији.

## Суђење Гају Рабирију
На Цезаров подстицај Лабијен је као народни трибун оптужио Гаја Рабирија да је одговоран за убиство народнога трибуна Луција Апулеја Сатурнина и Лабијеновога стрица Тита Лабијена 100. п. н. е.. Циљ суђења је био да се дискредитује тзв. коначна одлука Сената (senatus consultum ultimum), која се користила као ванредна сенатска одлука обично усмерена против популара. Та сенатска одлука давала је магистратима право да у таквим ванредним околностима погубе грађане који угрожавају Републику, али у случају Сатурнина радило се о грађанима, који опкољени у храму више нису били у позицији да угрожавају Републику. Цезар је са Титом Лабијеном смислио и процедуру како да казне Рабирија по једном старом закону, све за пример оптиматима да се не би усудили да у будућности понове сличне акције. Одређен је био суд од два члана (дуомвира), који је требало да суди Рабирију, а како су Рабирију судили Цезар и његов рођак осудили су га на смрт. Рабирије се пожалио центуријатској скупштини. Када је центуријатска скупштина почела да гласа за Рабиријеву осуду Квинт Цецилије Метел Целер је спречио кажњавање спуштањем заставе на Јаникулу. Након тога скупштина је била распуштена, а касније нико више није обновио суђење.

## Цезаров главни војсковођа у Галији
Тит Лабијен је за време Цезарових Галских ратова био други у заповедништву. За време првога похода у Галији против Хелвећана и пред битку код Бибракта Цезар помиње само његово име од римских заповедника. Када је Цезар сазнао да су се Хелвећани окупили у логору у подножју једнога брда наредио је Титу Лабијену да изненада ноћу са две легије заузме брдо. Цезар је кренуо са преосталом војском, али када се приближио хелвећанском логору добио је погрешан извештај да се Тит Лабијен налази на погрешном брду. Међутим Тит Лабијен је перфектно ноћу извршио поверени задатак, а други нису били способни ни да правилно обаве узвиђање. Учествовао је 57. п. н. е. у походу против Белга. Командовао је 9. и 10. легијом и у бици против Нерва победио је Атребате и након тога је кренуо према непријатељском логору. Када је заузео логор елитну 10. легију послао је иза леђа Нервима, па је на тај начин осигурао преокрет у бици и римску победу. За време Цезаровога одсуства Тит Лабијен би као легат пропретор командовао уместо њега римском војском у Галији. Цезар је 54. п. н. е. приликом одласка у други поход на Британију оставио у Галији Тита Лабијена са три легије.

## Рат против Тревера у Галији
Истакао се у бици против Тревера 53. п. н. е.. Тревере је предводио Индутиомар, који је данима опседао римски логор, којим је командовао Лабијен. Индутиомар је свакодневно изазивао римску војску у бој. Када је Лабијен добио помоћ од околних савезника сачекао је да се треверска војска након изазова разиђе у нереду, па је тада послао своју коњицу за њима. По Лабијеновоме наређењу римска војска је најпре напала и убила Индутиомара и онда се дала у потеру за непријатељем. Тревери су се касније прегруписали под заповедништвом Индутиомарових рођака и поново су кренули према Лабијеновој војсци. Тревери су насупрот Римљана с друге стране реке успоставили логор и чекали су да им стигну појачања од Германа. Тит Лабијен се претварао да се повлачи, па је на тај начин навукао Тревере да пређу реку, а онда се окренуо и напао их. Тада су побили много Тревера, а остале натерали у бег.

## Победа против Паризија
Цезар је 52. п. н. е. 4 легије дао Титу Лабијену да их одведе на територију Сенона и Парисија, а са преосталих шест легија је кренуо да опседа Герговију. Посебно се истиче Лабијенова победа против Паризија у Лутецији као пример његовога тактичкога генија. Паризије је преварио ноћним покретима војске да изгледа као да прелази реку на три различита места и да се припрема за бег. Паризији су онда исто тако поделили војску на три дела, а Лабијен је са својом војском наишао на непријатељску главнину , опколио их и уништио. Када је преостала непријатељска војска дошла својима у помоћ и они су били поражени. Цезар је септембра 51. п. н. е. Тита Лабијена именовао намесником Цисалпске Галије.

## Напуштање Цезара на почетку грађанског рата
Цезар је 10. јануара 49. п. н. е. прешао Рубикон и започео Цезаров грађански рат. Тит Лабијен је остао у Цисалпинској Галији, али онда је нагло прешао на страну Помпеја. Са њим је прешло 3.700 галских и германских коњаника. Помпеју је одао све Цезарове тајне за које је знао. Лабијенов прелазак су многи сматрали издајом Цезара, али Тирел сматра да се Лабијен придружио легитимној влади, која се сукобила са револуционарним конзулом, који је своје достојанство ставио изнад земље. Прелазак Тита Лабијена у јануару 49. п. н. е. охрабривао је Помпеја да се сукоби са Цезаром. Помпеј је Лабијена именовао за свога команданта коњице. Лабијен га је уверавао да је Цезарова војска ослабила и да се осула за време Галских ратова. Лабијен је покушавао да наговори Помпеја да се са Цезаром суочи на Апенинском полуострву.

## Командовање коњицом у сјеверној Африци
Командовао је Помпејевом коњицом у бици код Фарсала. Помпејев план како да победи заснивао се на вишеструко бројнијој коњици, која је требало да на десној страни реши битку. Међутим Цезар је уз помоћ пешадије успео да заштити своје десно крило и да потисне коњицу. Након Помпејева пораза у бици код Фарсала 48. п. н. е. Лабијен је са германском и галском коњицом побегао у Дирахиј, где је лагао да је Цезар смртно рањен. Придружио се Катону Млађем на Коркири, па га је пратио најпре на Пелопонез, а онда у Киренаику, где је сазнао да је Помпеј мртав. Придружили су се након тога Метелу Сципиону и Публију Атију Вару. Лабијен је око 18 месеци окупљао и увежбавао јаку коњицу од 1.800 галских и германских коњаника и 8.000 нумиђанских коњаника. Лабијен је веома успешном тактиком два пута Цезарове снаге довео близу пораза, а два пута им нанио значајне губитке. Победио је Цезара у бици код Руспине јануара 46. п. н. е.. Лабијен је располагао са око 9.800 коњаника и са значајном пешадијом. План му је био да опколи Цезара са коњицом и да изазове панику код непријатеља. Прерано је кренуо у покрет, па су облаци прашине упозорили Цезара да предузме неопходне мере. Након тога коњицу је сабио заједно са пешадијом, па је преварио Цезара да помисли да се ради само о пешадији. Цезар је у тој бици изгубио трећину војске и једва се повукао у утврђени логор.

## Погибија у бици код Мунде
Након пораза републиканаца у бици код Тапса 46. п. н. е. Тит Лабијен је са Секстом Помпејом и Публијем Атијем Варом побегао у Хиспанију (Шпанију) код Помпеја Млађега. У бици код Мунде 45. п. н. е. командовао је десним крилом. Део снага је пребацивао са деснога на угрожено лево крило, које је било под притиском Цезарове 10. легије и маварске коњице краља Богуда. Пребацивање његових снага остала војска је криво протумачила као бег са бојишта, па је то обесхрабрило Помпејеву војску и изазвало бег. Уследио је покољ у коме је погинуо и Тит Лабијен, који је сахрањен на бојном пољу.